# Carpiquet
Carpiquet är en kommun i departementet Calvados i regionen Normandie i norra Frankrike. Kommunen ligger i kantonen Caen 2e Canton som ligger i arrondissementet Caen. År 2022 hade Carpiquet 3 266 invånare.

## Befolkningsutveckling
Antalet invånare i kommunen Carpiquet
Referens: INSEE